# 5832 Martaprincipe
5832 Martaprincipe (1991 LE1) là một tiểu hành tinh vành đai chính được phát hiện ngày 15 tháng 6 năm 1991 bởi E. F. Helin ở Palomar.